# Покаляное
Покаляное (укр. Покаляне), село, 
Волчанско-Хуторский сельский совет,
Волчанский район,
Харьковская область.
Код КОАТУУ — 6321681203. Население по переписи 2001 года составляет 200 (90/110 м/ж) человек.

## Географическое положение
Село Покаляное находится на левом берегу реки Волчья, выше по течению в 3-х км расположено село Караичное, ниже по течению примыкает к селу Волчанские Хутора, на противоположном берегу — село Зыбино. Рядом с селом находятся торфяные болота — урочище Торфяное. Недалеко от села проходит балка Белый Яр, по которой протекает безымянная речушка.

## История
- 1600 - дата основания.